# North Barningham
North Barningham es un caserío dentro de la parroquia civil de Gresham en el condado inglés de Norfolk. El caserío está a 7 millas (11 km) al suroeste de Cromer, a 23.2 millas (37.3 km) al noroeste de Norwich y a 138 millas (222 km) al nornoreste de Londres. Se encuentra a 4.6 millas (7.4 km) al sur de la ciudad de Sheringham. La estación de tren más cercana está en Sheringham para la Línea Bittern que va desde Sheringham, Cromer y Norwich. El aeropuerto más cercano es el Aeropuerto Internacional de Norwich. El caserío está dentro de la parroquia de Gresham, que tenía, en el censo de 2001, una población de 443. Para fines de gobierno local, el caserío está dentro del distrito de North Norfolk.

## Descripción
El caserío de North Barningham consiste en algunas casas dispersas y granjas, la iglesia de San Pedro y un ala restante de una gran mansión en forma de H de principios del siglo XVII, originalmente hogar de la familia Palgrave. El caserío está clasificado como un asentamiento perdido. El nombre Barningham deriva del inglés antiguo para el "Village of Beorn's people", con la parte norte del nombre añadida para diferenciarlo de otros con el mismo nombre cercanos. Se cree que "Beorn" fue un caudillo vikingo al que se le dio la tierra como recompensa por su desempeño en la batalla.

## Historia
North Barningham tiene una entrada en el Libro Domesday de 1085 donde se detallaban extensamente su población, propiedad de tierras y recursos productivos. En el gran libro, North Barningham está registrado bajo el nombre de Berningeham. Los principales propietarios de tierras eran Thorold de William de Warenne, Roger Bigot y Osferth de él, William de Noyers de Obispo William, Walter Giffard, Drogen de Beuvriere.

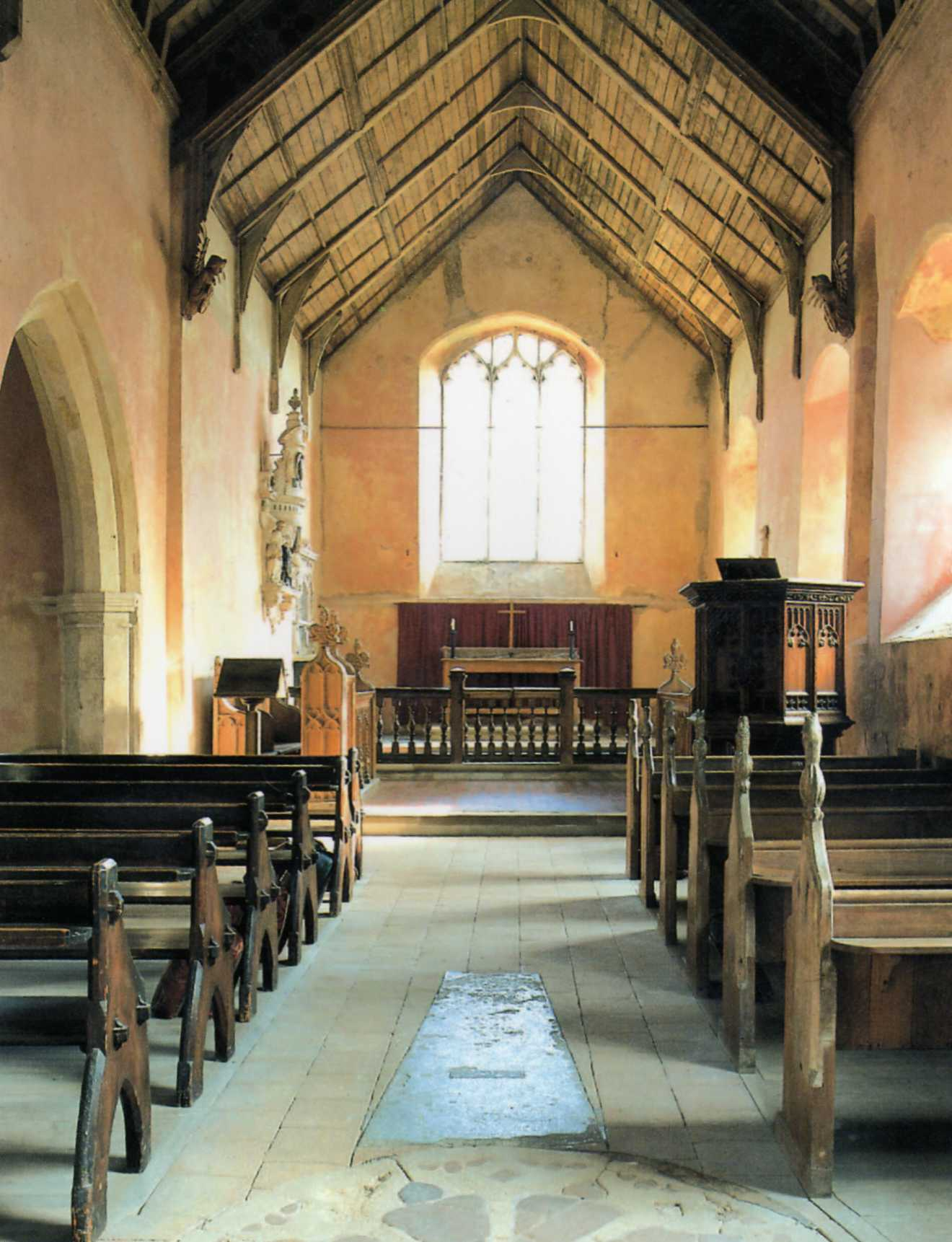
Interior de la iglesia

## Edificaciones destacadas

### Iglesia de San Pedro
La iglesia de San Pedro ya no celebra servicios regulares y está bajo el cuidado del Fideicomiso de Conservación de Iglesias.(en inglésː Churches Conservation Trust).  La iglesia consta de una nave, un presbiterio, una nave lateral norte, un pórtico norte y una torre oeste. Se encuentra en medio de un pequeño cementerio con un seto alrededor. Las partes más antiguas del edificio datan del año 1100. Dentro de la iglesia hay un memorial a los Palgrave, que se convirtieron en señores del señorío en el siglo XV. Los Palgrave vivían en la cercana North Barningham Hall. Cuando Sir Richard Palgrave murió sin descendencia en 1732, la asociación con esa rama de la familia terminó. La familia Windham de la cercana Felbrigg Hall compró el salón y la finca, demoliendo parte del salón poco después. Para 1745 solo quedaban dos habitantes en el pueblo y la iglesia cayó en un estado de deterioro. Para 1886, la iglesia había dejado de usarse y continuó deteriorándose hasta que fue restaurada entre 1893 y 1894. La iglesia vio entonces un período de uso constante en los primeros años del siglo XX, pero después de un declive constante de servicios y asistencia volvió a caer en desuso. En 1969, de acuerdo con la medida pastoral de la Iglesia de Inglaterra, se presentó una petición para que la iglesia fuera declarada redundante. En 1973, portadores del apellido Palgrave organizaron un servicio en el Día de San Pedro. Esto fue seguido por la formación de la Sociedad Palgrave para llevar a cabo el mantenimiento en la iglesia y el cementerio y también organizar servicios futuros. Al organizar grupos de trabajo regulares y llamar la atención sobre la importancia histórica de la iglesia y sus monumentos, quedó claro que la conservación era la única manera de avanzar, así que en octubre de 1976 la iglesia fue oficialmente confiada al Fondo de Iglesias Redundantes.

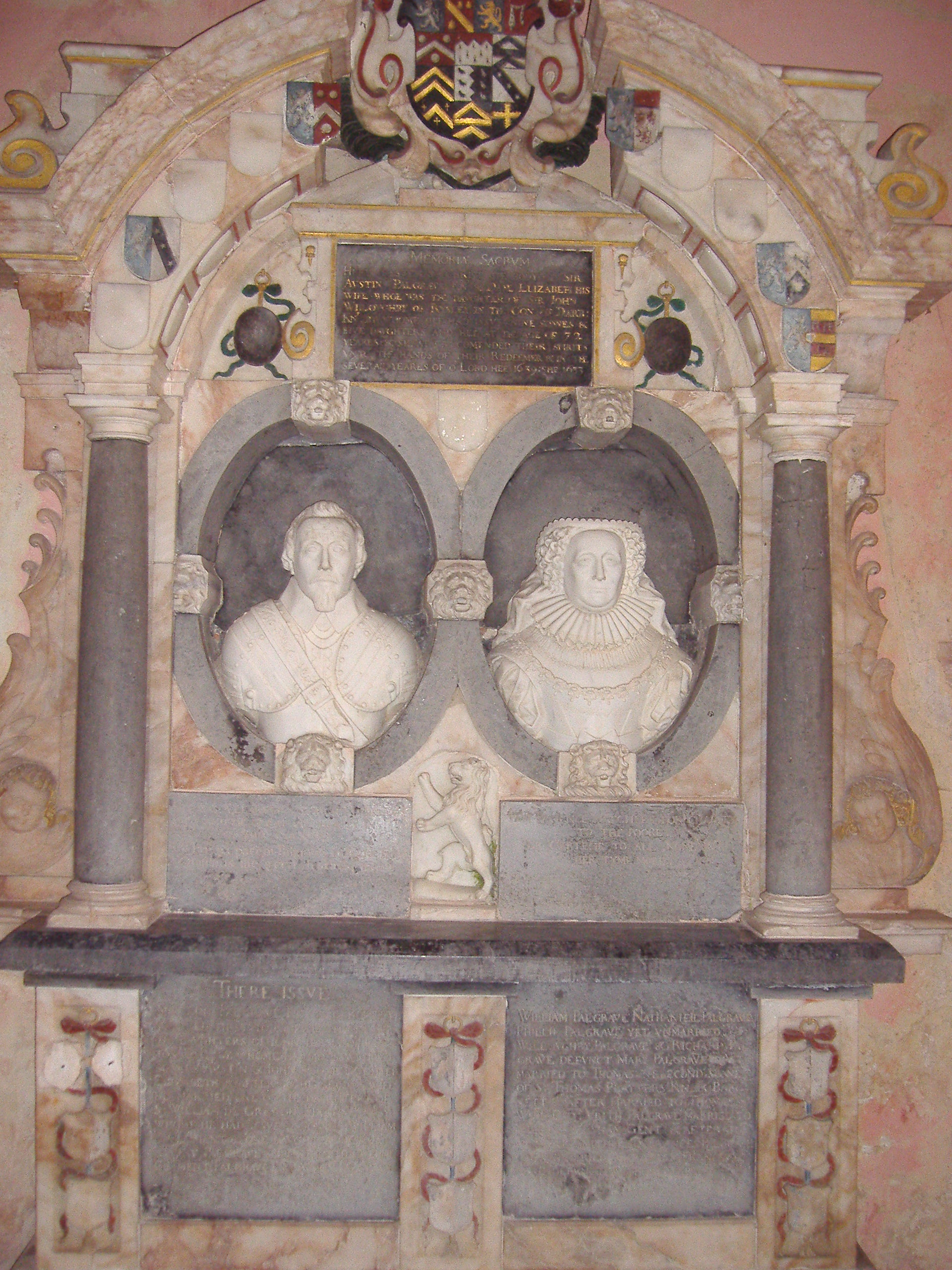
Monumento a Palgrave

La estructura principal de la iglesia está construida con guijarros dispuestos en hileras con esquinas de piedra caliza. El presbiterio y la extensión de la nave datan de principios del siglo XIII.La nave lateral norte se añadió en el siglo XV y está separada de la nave por un arco de cuatro tramos con pilares de forma octogonal. La torre y el pórtico norte se añadieron a finales del siglo XV. Dentro de la torre, una vez hubo dos campanas. Una fue retirada en 1669 cuando se descubrió que estaba agrietada. La segunda fue retirada y transferida a Bawdeswell e instalada en la nueva iglesia allí en la década de 1950. Dentro de la iglesia hay varios monumentos destacados, siendo el más impresionante el de Sir Austin y Lady Elizabeth Palgrave, que se encuentra en la pared de la nave lateral norte. En el santuario hay un monumento a John Palgrave, quien falleció el 29 de mayo de 1611 y fue un destacado abogado y magistrado local en Norfolk. En la pared del presbiterio hay un monumento a Margaret Pope, esposa del Dr. John Pope de Over, Cambridgeshire. Era hija de John y Urith Palgrave. En el extremo oriental de la nave lateral norte hay lápidas incrustadas en una losa de piedra para conmemorar a Henry Palgrave, fallecido en 1516.
La Sociedad Palgrave continúa su asociación con la iglesia organizando servicios anuales y otros eventos. Ha publicado varios monografías relacionadas con la iglesia, la familia y el salón cercano. La Guía oficial de la Iglesia fue compilada por Derek Palgrave en nombre del Fideicomiso de Conservación de Iglesias.

### North Barningham Hall
North Barningham Hall o Barningham Norwood Hall una vez perteneció a la familia Palgrave. Hoy en día, el salón es un fragmento de una gran mansión. Lo que queda es un ala de una casa originalmente en forma de H, probablemente de 1638;esta casa estaba en un sitio rodeado de foso aún más antiguo.Entre los diversos edificios anexos en los terrenos de la casa, hay una casa de retrete del siglo XVII y posiblemente algunos de los primeros caniles para perros de caza conocidos que existen. El salón estuvo en ruinas durante muchos años; ha sido restaurado y hoy es una residencia privada.